# مشفى بانياس الوطني
مشفى بانياس الوطني هو مشفى حكوميّ في مدينة بانياس الساحلية شمال غرب سوريا. يقع المشفى على طريق بانياس - اللاذقية القديم، وتبلغ طاقته القصوى 200 سرير (175 سريراً بالوقت الحاضر). وهو يتألف من ثلاثة طوابق مساحة كلٍّ منها 6,000 متر مربع، لتكون مساحته الإجمالية حوالي 18000 م2. يُعَدّ المشفى أحد أهمِّ مشافي محافظة طرطوس، ويخدم الكثير من القرى المجاورة التابعة إدارياً لمنطقة بانياس، بل وتصل إلى قرى جبلة.
صدر في مطلع سنة 2010 مرسومٌ يقضي بتحويل المشفى إلى هيئة مستقلّة، مما يعطيه صلاحية استقبال القطاع الخاصّ والتعاقد مع شركات التأمين، لكن مع استمرار توفير العلاج المجانيّ للمواطنين. كما بدأ مشروع في العام ذاته لإقامة طابقٍ ثانٍ في المشفى، مما من شأنه أن يرفع مجموع الطوابق إلى أربعة، مع الطابق الأرضي والقبو.
قدَّمَ المشفى في سنة 2007 ما وصل إلى 333,187 خدمة، ثم ارتفع الرقم في سنة 2008 ليصل إلى 381,893 خدمة. بينها 219,103 تحليل مخبريّ، و29,221 صورة شعاعية، و11623 تخطيط قلب، و1,751 عملية جراحية.

## المرافق
فيما يلي قائمة بمرافق طوابق المشفى الثلاثة، وهي القبو والطابق الأرضي والطابق الأول.
القبو:
1. مبنى مركز التحويل ومجموعات التوليد الاحتياطية.
2. قسم التعقيم.
3. قسم الغسيل.
4. صالات المراجل ووحدات المعالجة والورشة الفنية.
5. وحدة برادة الجثث.
6. المطبخ والمطعم ومستودع الأرزاق.
7. غرفة عمليات الطوارئ والملجأ.
8. المستودعات.

الطابق الأرضيّ:
1. القسم الإداري.
2. بهو المشفى.
3. قسم الإسعاف.
4. قسم الجراحة: رجال (32 سريراً موزّعة على 10 غرف).
5. قسم الجراحة: نساء (32 سريراً موزّعة على 10 غرف).
6. قسم العمليَّات العامّة (3 غرف عمليات كبرى وواحدة صغرى).
7. قسم الأشعة.
8. المخبر المركزي.
9. مكتب القبول.

الطابق الأوَّل:
1. قسم الداخلية: رجال.
2. قسم الداخلية: نساء.
3. قسم الكلية الصناعية.
4. الشعبة الأذنية.
5. قسم الأطفال.
6. قسم العناية المشددة.
7. قسم النسائية والتوليد.